# Thibo
Thibo is een bedrijf in Beek en Donk dat anno 2025 is gespecialiseerd in metalen omheiningen van huis, tuin en terrein. Oorspronkelijk produceerde men staalmatten voor het storten van gewapend beton. Het eveneens in Beek en Donk gevestigde Thibodraad B.V. leverde draadnagels en ankerwerk, alsmede gepuntlast gaas voor de hekwerkindustrie. Beide bedrijven zijn door de familie Van Thiel opgericht maar sinds eind 20e eeuw geen familieonderneming meer. De belangrijkste hoofdrolspeler achter de opmars van het bedrijf was Alex van Thiel.

## Geschiedenis
Thibo is voortgekomen uit de in 1842 opgerichte spijkersmederij annex linnenweverij van Piet van Thiel. Nadat Piets broers in 1871 uit het bedrijf waren gestapt om in Helmond een bedrijf te beginnen, ging de grondlegger met zijn zoons Willem, Gijs en Janus verder, waarbij de firma in 1886 fa. Piet van Thiel & Zonen ging heten. Piet stierf in 1894. In 1913 splitsten de familieleden het bedrijf, waarbij Janus de klinknagelfabriek voortzette onder de oude firmanaam, waaruit vervolgens Van Thiel United voortkwam. Willem en Gijs behielden de draad- en draadnagelfabriek die onder de naam N.V. Van Thiel's Draadindustrie verderging. Deze breidde zich uit. In 25/26 mei 1929 trof een zware brand het bedrijf waardoor 350 man werkeloos raakten. In de crisisjaren kocht Van Thiel's Draadindustrie productiequota van andere bedrijven op, waarvoor zij in 1932 een belangengemeenschap aanging met een Belgisch walswerk. In 1937 kwam een nieuwe verzinkerij in werking, in 1939 waren er tegen de 200 arbeidskrachten.
Er kwamen dochterbedrijven in België, Engeland en Zuid-Afrika. In 1956 produceerde het bedrijf het het eerste gepuntlaste bewapeningsnet in Nederland. Het bedrijf was inmiddels vrijwel geheel in buitenlandse handen. Het aandelenpakket was rond 1970 voor 48 pct in handen van Credit Industriel SA in Genève met een even groot belang van John Cockerill (bedrijf). De overige aandelen waren in het bezit van de familie Van Thiel. Thibodraad maakte met circa 350 man personeel draadprodukten waaronder betonstaalmatten.
In 1979 verkreeg Koninklijke Hoogovens een groot belang Toen waren er 550 mensen in dienst. In 1987 splitste de nieuwe eigenaar de onderneming in Thibodraad en Thibo Bouwstaal. Thibodraad fuseerde in 1993 met Zwijsen Draadservice uit Hendrik-Ido-Ambacht, eveneens deel uitmakend van de Hoogovens Groep. Zwijsen werd naar Beek en Donk overgeplaatst. In 1994 werd de divisie Industriële Toeleveringen van de Hoogovens Groep verzelfstandigd en ging HIT Groep heten. Vervolgens is Thibodraad zich gaan specialiseren en kreeg het een internationaal karakter. In 2004 werd vervolgens besloten de bedrijfsnaam in Hitmetal te veranderen maar deze werd in 2020 weer gewijzigd in Thibo. .